# Condado de Taos
O Condado de Taos é um dos 33 condados do Estado americano do Novo México. A sede do condado é Taos, e sua maior cidade é Taos. O condado possui uma área de 5 710 km² (dos quais 4 km² estão cobertos por água), uma população de 29 979 habitantes, e uma densidade populacional de 5 hab/km² (segundo o censo nacional de 2000). Em 2010 a população era de 32937 habitantes, um aumento de 9,9% face a 2000.
O condado foi fundado em 1852.